# Авіаційний завод Сьова
Авіаційний завод Сьова (яп. 昭和飛行機工業株式会社, しょうわひこうきこうぎょう, сьова хікокі коґьо; англ. Showa Aircraft Industry Co., Ltd.) — японське підприємства авіабудівної і машинобудівної промисловості. Член промислово-торговельного конгломерату Міцуї. Займається виробництвом приладів для внутрішнього оснащення літаків, обладнання автомобілів-цистерн і вантажівок, машин, необхідних для повсякденного життя малюків, літніх людей та інвалідів. Головне представництво підприємства знаходиться в місті Акісіма, Токіо.